# Надь, Тибор (дипломат)
Тибор Питер Надь (англ. Tibor Peter Nagy; 29 апреля 1949, Будапешт, Венгрия) — американский дипломат.

## Биография
В детстве вместе с родителями был вынужден бежать из Венгрии. В 1957 году прибыл в Вашингтон, округ Колумбия.
В 1972 году окончил Техасский технологический университет. В 1978 году получил степень магистра в Университете Джорджа Вашингтона.
Карьерный сотрудник дипломатической службы США. Проработал 32 года на государственной службе, в том числе более 20 лет в разных странах Африки. Работал заместителем главы миссий в Нигерии (1993—1995), Камеруне (1990—1993) и Того (1987—1990) и Сейшельских островах. Затем послом США в Гвинее (1996—1999), Эфиопии (1999—2002), Замбии.
10 мая 2018 года президент США Дональд Трамп назначил его на должность помощника государственного секретаря США по делам Африки (2018—2021).
После ухода с дипломатической службы в 2003—2018 года работал заместителем проректора по международным делам Техасского университета. Читал лекции по Африке, внешней политике, международному развитию и дипломатии США, постоянный автор статей в газете Lubbock Avalanche-Journal о глобальных событиях в мире. Соавтор книги «Поцелуй свой латте на прощание: управление зарубежными операциями», ставшей победителем в категории документальной литературы Парижского книжного фестиваля 2014 года.

## Награды
Получил многочисленные награды Государственного департамента США в знак признания его заслуг, включая благодарности за помощь в предотвращении голода в Эфиопии; поддержку эвакуации американцев из Сьерра-Леоне во время восстания с применением насилия; поддержку усилий по прекращению эфиопско-эритрейской войны; управление посольством США в Лагосе, Нигерия во время политических и экономических кризисов.
- Meritorious Honor Award
- Superior Honor Award